# Лазар Михайло Павлович
Михайло Павлович Лазар (нар. 1 листопада 1948, с. Торське, Україна) — український громадський діяч, меценат.

## Життєпис
Михайло Лазар народився 1 листопада 1948 року в селі Торське Заліщицького району Тернопільської області України.
Закінчив Торську середню школу (1966), Київський торгово-економічний інститут (1972).
Працював касиром, товарознавцем Торського сільського споживчого товариства, заступником директора гуртово-торгової бази, торгово-роздрібного об’єднання, директором об’єднання виробничих підприємств Заліщицького РайСТ; головою правління Заліщицького районного споживчого товариства (1982—1998).
Від червня 1998 — голова Тернопільської облспоживспілки.

### Громадська діяльність
Член правління Укоопспілки (2004—2009).
Обирався депутатом Заліщицької районної ради та Тернопільської обласної ради.
Меценат Заліщицької центральної районної бібліотеки. У рідному селі Глушка посприяв у відкритті Народного дому; виділив кошти на будівництво каплиці, яку споруджено на місці об’явлення Матері Божої.

## Відзнаки
- Заслужений працівник сфери послуг України (1998),
- орден «За заслуги ІІІ ступеня» (2008),
- лауреат конкурсу «Людина року» (2019, Тернопільщина)[1]